# أنيغراي
أنيغراي (بالإنجليزية: Anigre) هو خشب صلب أفريقي يستخدم بشكل شائع في الخشب الرقائقي، والأثاث الداخلي، والخزائن، وتطبيقات المطاحن المتطورة. غالبًا ما يتم تقطيعه وبيعه كقشرة، على الرغم من توفره في شكل لوح أيضًا. يتم إستخدامه لبناء القوارب والنجارة العامة وإستخدامات البناء الخفيفة الأخرى.

## مراجع

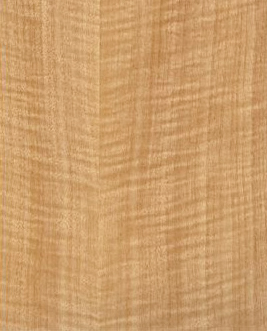
خشب الأنيغراي